# Tacuary FC
Maillots
Le Tacuary Football Club est un club paraguayen de football basé à Asuncion.

## Palmarès
- Championnat du Paraguay D2 :
  - Champion (1) : 2002.
- Championnat du Paraguay D3 :
  - Champion (4) : 1953, 1961, 1983 et 1999.